# Biserica „Nașterea Maicii Domnului” din Veazivka
Biserica Nașterea Maicii Domnului este o biserică de lemn creștin-ortodoxă din satul Veazivka, raionul Narodîci, regiunea Jîtomîr. Este recunoscută drept monument de arhitectură de importanță națională.
A fost ridicată în anul 1862. În 2012, biserica a fost prădată de un grup de tâlhari.
La 7 martie 2022, în timpul invaziei Rusiei în Ucraina, biserica a fost puternic afectată în urma unor bombardamente inițiate de ruși. Potrivit secretarului eparhiei Ovruci, diaconul Serhi Stretovîci, a rămas în picioare doar clopotnița.

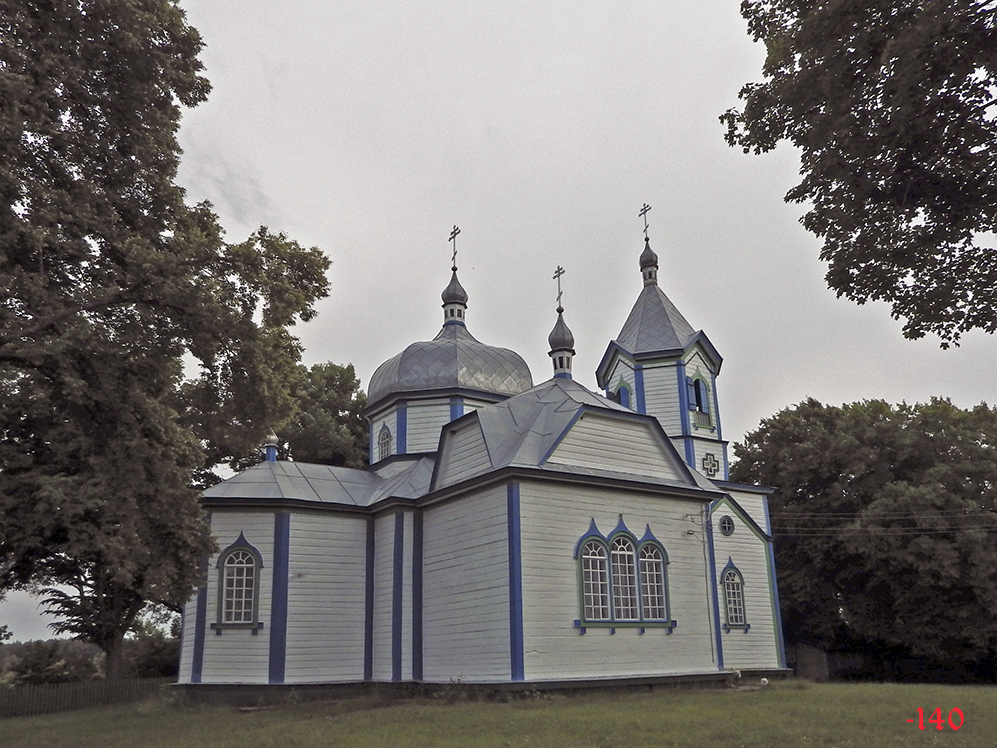
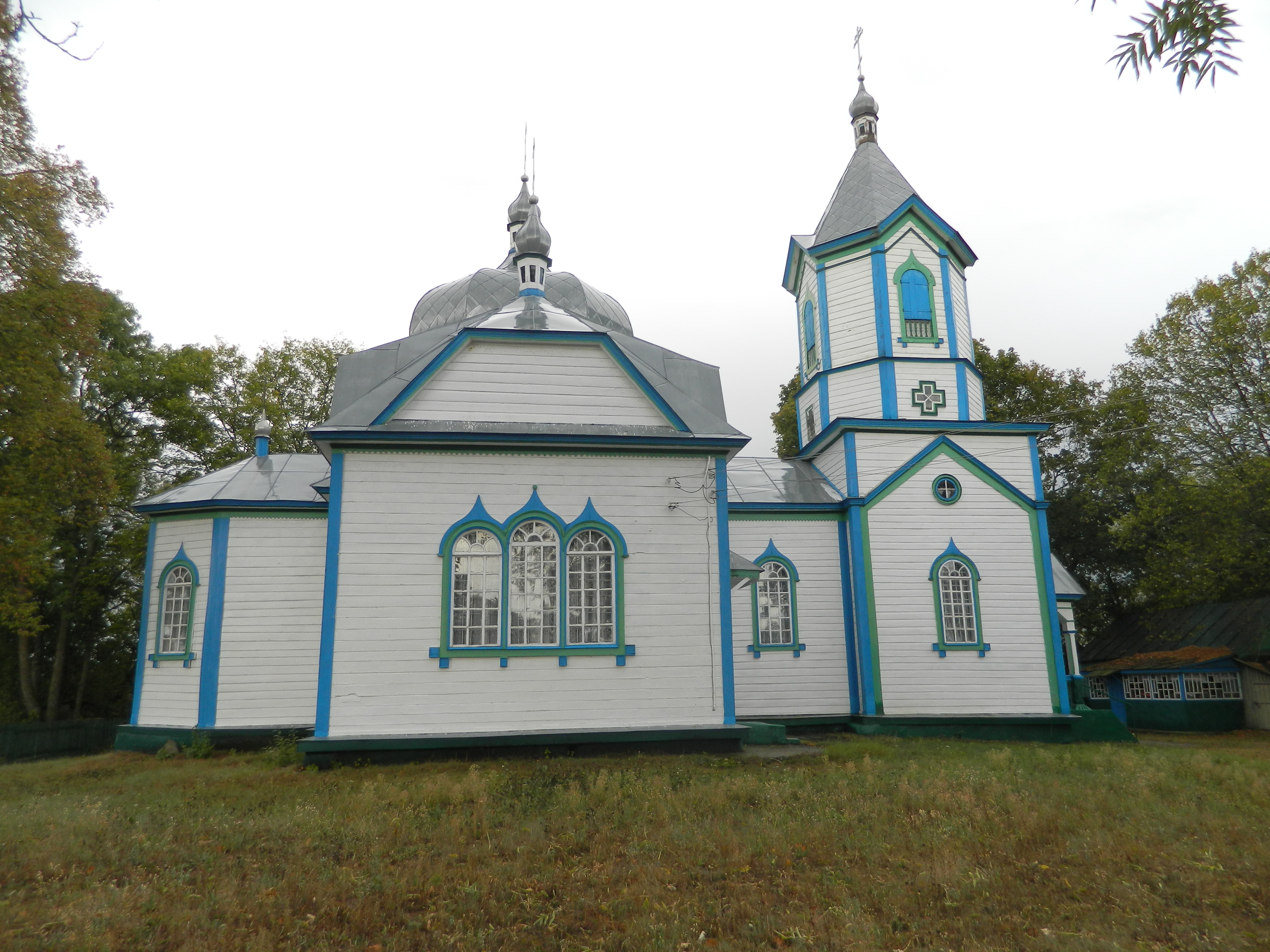
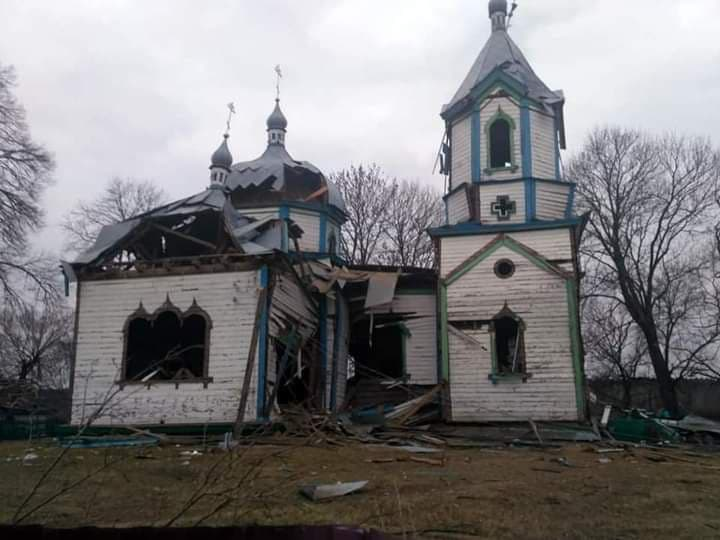
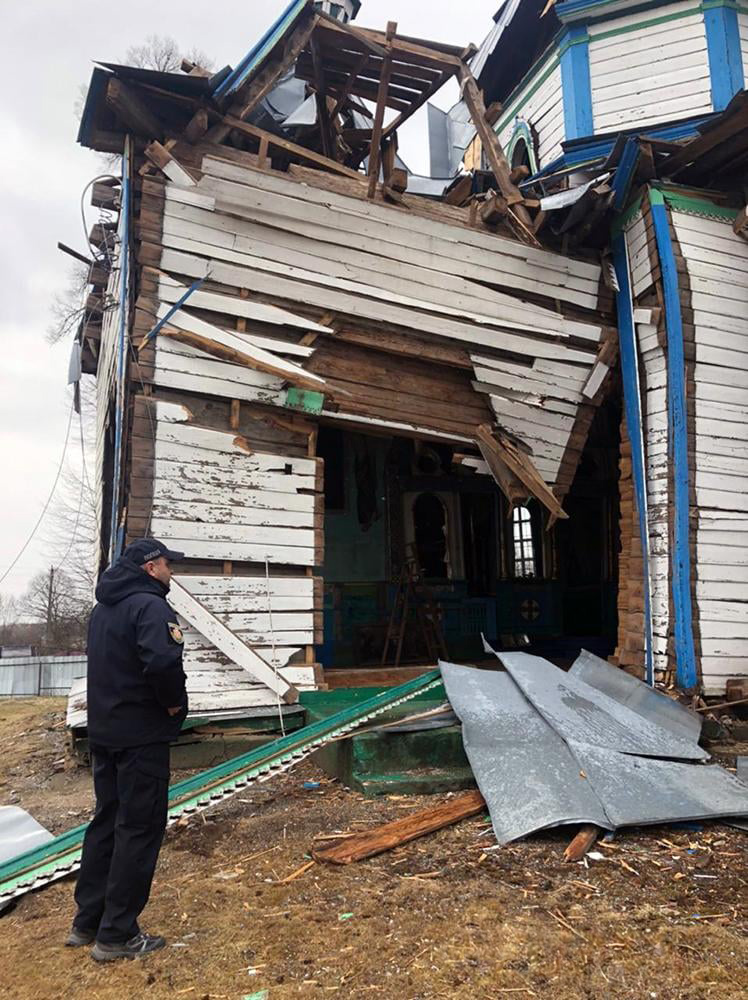